# Classe Arethusa (incrociatore 1913)
La classe Arethusa fu una classe di otto incrociatori leggeri con caldaie a nafta ordinati dalla Royal Navy nel settembre 1912, principalmente per il servizio nel Mare del Nord. Avevano tre fumaioli, con quello centrale di diametro maggiore, ed erano reputati molto angusti all'interno. Tutti e otto servirono durante la prima guerra mondiale.

## Progetto e descrizione
I primi esploratori erano troppo lenti per poter svolgere i loro ruoli di cooperazione con le flottiglie di cacciatorpediniere e di difesa della flotta dagli attacchi dei cacciatorpediniere nemici. L'enfasi primaria nel progetto degli Arethusa fu una velocità di 30 nodi, per permettere loro di condurre i cacciatorpediniere in battaglia. Per raggiungere questo obiettivo furono i primi incrociatori ad utilizzare turbine a vapore ad alta velocità del tipo utilizzato sui cacciatorpediniere e le caldaie a nafta furono scelte per ridurre il peso e massimizzare la potenza e raggiungere i 30 nodi. Mantennero la protezione laterale introdotta sulle ultime navi della precedente classe Town, ma ritornarono ad un armamento principale misto.
Le navi erano lunghe 139,1 m, con una larghezza di 15,2 m e un'immersione a pieno carico di 4,6 m. Il dislocamento era di 5268 t standard e di 5888 t a pieno carico. Il progetto della classe Arethusa prevedeva quattro turbine a vapore senza riduttore, ognuna collegata ad un'elica, per un totale di 30 000 kW e una velocità di circa 28,5 nodi. Le sei navi che ricevettero turbine Parsons avevano le turbine di crociera sui due assi esterni, ma le due navi equipaggiate con turbine Brown-Curtis non ebbero turbine di crociera. Le turbine utilizzavano il vapore generato da otto caldaie a tubi d'acqua tipo Yarrow che lavoravano alla pressione di 1620 kPa. Potevano trasportare 853 t di olio combustibile che portava ad un'autonomia con turbine di crociera di 5000 miglia nautiche e di 3200 nm senza, sempre valutando una velocità di 16 nodi.
L'armamento principale era composto da due cannoni da 152 mm Mk XII, montati sulla linea di simmetria, a prua e poppa delle sovrastrutture, e da sei cannoni a tiro rapido da 102 mm Mk V. Furono equipaggiati anche con un singolo cannone a tiro rapido da 3 libbre (47 mm) antiaereo e quattro tubi lanciasiluri da 533 mm su due affusti doppi.

## Unità
| Nome       | Costruttore                                             | Impostazione     | Varo              | Completamento  | Destino finale |
| ---------- | ------------------------------------------------------- | ---------------- | ----------------- | -------------- | --- |
| Arethusa   | Arsenale di Chatham                                     | 28 ottobre 1912  | 25 ottobre 1913   | Agosto 1914    | Fu affondata da una mina davanti a Felixstowe l'11 febbraio 1916. |
| Aurora     | Arsenale di Devonport                                   | 24 ottobre 1912  | 30 settembre 1913 | Settembre 1914 | Prese parte nell'affondamento della nave corsara tedesca Meteor il 9 agosto 1915, nel novembre 1920 fu trasferita alla Royal Canadian Navy e fu venduta per essere demolita nell'agosto 1927. |
| Galatea    | William Beardmore and Company di Dalmuir                | 9 gennaio 1913   | 14 maggio 1914    | Dicembre 1914  | Prese parte all'affondamento della corsara tedesca Meteor il 9 agosto 1915 e fu venduta per essere demolita il 25 ottobre 1921.                                                               |
| Inconstant | William Beardmore and Company di Dalmuir                | 3 aprile 1914    | 6 luglio 1914     | Gennaio 1915   | Fu venduta per essere demolita il 9 luglio 1922. |
| Penelope   | Vickers di Barrow in Furness                            | 1 febbraio 1913  | 25 agosto 1914    | Dicembre 1914  | Fu danneggiata da un siluro del sommergibile tedesco UB-29 il 25 aprile 1916, ma fu riparata e in seguito venduta per essere demolita nell'ottobre 1924.                                      |
| Phaeton    | Vickers di Barrow in Furness                            | 12 marzo 1913    | 21 ottobre 1914   | Febbraio 1915  | Combatté nei Dardanelli nel 1915 e fu venduta per essere demolita il 16 gennaio 1923. |
| Royalist   | William Beardmore and Company di Dalmuir                | 3 giugno 1913    | 14 gennaio 1915   | Marzo 1915     | Fu venduta per essere demolita il 24 agosto 1922. |
| Undaunted  | Fairfield Shipbuilding and Engineering Company di Govan | 21 dicembre 1912 | 28 aprile 1914    | Agosto 1914    | Prese parte alla battaglia al largo di Texel il 17 ottobre 1914 e fu venduta per essere demolita il 9 aprile 1923.                                                                            |

Il 31 maggio 1916 la Galatea, Inconstant, Phaeton e Royalist combatterono nella Battaglia dello Jutland.